# 星合之空
《星合之空》是由赤根和树原作、监督、脚本，动画公司8bit制作的日本原创电视动画。2019年10月开始在TBS的animerico等时间档播出，现已完结。
本作是以一中学男子软式网球社即将面临解散危机作为背景，通过这一运动来描述少年们不同的性格、家境以及想法的故事。

## 创作背景
时隔导演上一原创电视动画作品《到另一个你的身边去》14年后，赤根和树再次着手原创电视动画。他表示，原创动画相对改编动画来说需要更多的精力去制作宣传。如今观众对于动画的态度愈加浮躁，使得改编动画相比于原创动画更易得人心，而随着日本动画业界的衰退，精通原创动画制作的人才也在逐渐流失。与此同时，业界过于注重销量的趋势逐渐在挤压原创电视动画的生存空间，因此赤根和树在采访中表示，在五年前就有想法想要尝试在电视动画领域做出突破，挖掘动画的可能性，探寻原创动画剧情的新鲜感的“魅力”。
《星合之空》的企划和准备在三年前就已开始，作品着重描写当代孩子们的烦恼和困扰，采用与大多数动画略微不同的风格，以贴近生活的方式，引起观众的共鸣和反思。赤根和树同时也向希望动画业界传达原创动画的积极信号，推动发展。为体现动画的真实性，制作团队在准备的同时，也有在与有着动画中的人物类似遭遇及命运的同龄人采访沟通。赤根和树表示，与其描绘自己旧时儿时的不安，他更想要描绘在当代更为复杂的社会当中的年轻人生活的焦虑。在与孩子们沟通的时候，赤根和树还发现如今孩子们有着一些大人们察觉不到的见解，然而很多大人们却无法理解，对孩子们这种独特的感受持着否定的态度。赤根和树想要通过动画表现的故事正是围绕着这种社会环境，展现出大人们向年轻人倾泻的压力以及孩子们如今的所思所想。
此外，选择软式网球作为本作的题材，是因为赤根和树认为软式网球更具有青春的象征。软式网球的活动主要集中在中学生时期，而随后热度逐渐降低，而现实中人们也会在成长的过程中逐渐忘记小时候普遍做的事。此外，软式网球没有职业比赛，因此目的性不强，犹如少年时期一样纯一不杂。
动画标题出自《建礼門院右京大夫集》中描绘七夕的和歌之一，意思大致为“纵使世间如何变化，七夕之约永远不变”，“星合之空”即七夕牛郎织女两星相遇之夜空。作者建礼门院右京大夫在壇之浦之战中失去了自己的爱人，在仰望凝视星空后写下此和歌，感叹自己再也见不到爱人的不幸遭遇，表达对“星合之空”的羡慕之情。
动画第12集播出后，赤根和树在Twitter上表示动画原计划打算共有24集，第二季将在2020年春季分割播放。但是，动画在2019年春季时被改为12集完结，因为此时作品的剧情构成已耗时准备两年，而且正片的作画工作也已经展开，此时更改剧情构成至12集已不太可能，因此赤根和树决定继续按照24集构成的安排做到第12集。赤根和树希望观众可以支持该作品，让续篇得以实现。

## 故事简介
志城南中学男子软式网球社因为缺乏成果，若不能在夏季大赛中取得至少一次胜利的话，将会面临着被解散的风险。与此同时，随着社员村上拓人的退社，男子软式网球社已成为只剩下7人的弱小团队。为此，队长新城柊真为了拯救社团，邀请有着优秀运动能力的转学生桂木真己加入。桂木真己家是单亲家庭，因此家务都是桂木真己负责。以不感兴趣作为借口被拒绝后，新城柊真最终用金钱收买桂木真己，成功让他加入了社团。
当晚，桂木真己的父亲京终健二来到桂木真己家，向桂木真己要钱，并桂木真己实施暴力，拿走了桂木真己藏在挂式空调盖后的钱。桂木真己的父母在桂木真己8岁时离婚了，现在桂木真己与母亲桂木绫生活在一起，京终健二经常对桂木真己实施暴力，并在离婚后时常来到桂木真己家要钱。
桂木真己进入社团后便邀请新城柊真的挚友飞鸟悠汰担当队内经理。桂木真己有着优秀的体育天赋，很快掌握了软式网球的要领并在练习赛中与新城柊真搭档，打败了社团内的所有其他搭档。队内练习赛后，桂木真己开始着手对队内搭档重新分配，虽然起初遭到队员们的反对，然而队内练习赛证明新的搭档搭配成效显著，队员兴致也逐渐高涨，社团顾问樱井隆幸因此为社员们组织了一场与御崎学园的练习赛，虽然很多社员都认为比赛没有胜算，但是桂木真己认为这是千载难逢的练习的好机会。与御崎学园的比赛，志城南中学处于下风，均被对手打败，然而这次的练习赛以及赛后的偶遇让队员们与御崎学园队内的王牌王寺岚交好。
一次与队外学生的冲突，揭露了雨野树小时候曾被神情恍惚的母亲泼过开水的事实，这次开水烫伤也导致雨野树的后背落下了疤痕，不愿被他人提起此事的雨野树也因此在桂木真己来到社团后，不与大家一起更衣。
京终健二的骚扰没有就此结束，桂木真己在回家的路上遇到了守在公寓门口的京终健二，京终健二打碎了桂木真己的网球拍并要求桂木真己在第二天准备好钱。桂木真己失去了自己的网球拍，在新城柊真的追问下，说出了实情。新城柊真与桂木真己当晚一起面对京终健二，新城柊真砸给京终健二五万日元，并且双方出言不逊。
桂木真己在队内指导有佳，作为副队长的布津凜太朗逐渐失去了自信心，在一次与新城柊真的讨论中爆发了出来，打算辞去副部长职位，但新城柊真否定了布津凜太朗的负面想法。
月之濑直央的母亲因担心社团活动影响月之濑直央学习，向校方投诉，社团活动因而暂停一周。月之濑直央的母亲时学校里出名的怪兽家长，对月之濑直央干涉过度，多次劝告月之濑直央退出社团并安排补习班，而月之濑直央在每次参加社团活动时则撒谎说去图书馆读书。为了掩饰自己的谎言，在与校内女队比赛开始前队员寻找走丢的竹之内杏，故意隐瞒自己找到竹之内杏一事，并将门反锁。在社团活动恢复后，仍在社团活动、比赛期间多次给月之濑直央打电话，而月之濑直央没有接听，最终月之濑直央的母亲决定破例原谅月之濑直央。
夏季大赛团体赛的分组公开，第一轮对阵旗之丘中学。为了了解旗之丘中学，社团决定对旗之丘中学的训练进行侦察。然而旗之丘中学对外人十分戒备，而对喜欢日下部乔伊的女粉丝默许，因此桂木真己和社团经理飞鸟悠汰打算異性裝扮侦察。二人从飞鸟悠汰的姐姐们那里借来女装，在换装时，飞鸟悠汰认为自己是非二元性別，并对未来表示迷茫。飞鸟悠汰回家后，母亲发现了飞鸟悠汰的女装，并训斥飞鸟悠汰。
曾我翅一直因后来不踢足球一直与其父亲不合，在与女队的练习赛结束后父子双方再生冲突，曾我翅不慎在楼梯上跌落骨折，跑出了家门，在路过竹之内晋吾家门前时碰巧遇到正要出门练习的竹之内晋吾，随后竹之内晋吾和竹之内晋吾的父亲将曾我翅送到医院包扎。因曾我翅骨折需要至少两个月恢复，竹之内晋吾、曾我翅搭档无法参加夏季大赛。
夏季大赛开始了，布津凜太朗、雨野树和月之濑直央、石上太洋两组都以微弱差距不敌对手惜败。随后，桂木真己、新城柊真上场，对阵日下部乔伊、大友雅美，二人通过集中攻击对手弱点，拿下队内的首胜，避免了社团被解散的风险。随后二人士气旺盛，连续打败两组对手，最终在面对去年全国大赛冠军的五濑兄弟时才败下阵来。
比赛结束后，新城柊真想要打电话通知新城凉真，然而新城柊真的母亲接起了电话并表示她打算离婚，让新城柊真与父亲生活在一起，自己与新城凉真一起。桂木真己回家后见到见到恍惚的藤田璋、破碎的水杯以及被拆开的信封后，前去购买菜刀并来到京终健二家门前打算了结一切。

## 登场角色

### 男子软式网球社
社员全部是初中二年级学生。曾经是一个强队，然而现为一个经常会输给同校的女子软式网球社、连续4年没有在正式大赛中获得胜利的弱小团队。因学生会长的提案，若在夏季大赛中不能取得至少一胜的成绩，将会面临被解散的风险。因后来社员练习越发投入，活蹦乱跳的，室生樱、樱井隆幸两位老师称他们是蚱蜢。
桂木真己（配音：花江夏树）
本作主角。
跟随母亲桂木绫搬家，转学到志城南中学2年C班的新生，是新城柊真的童年玩伴，直到小学一年级为止和新城柊真在同一小所学校上学。
父母在他8岁时离婚了，父母离婚前的名字是京终真己，现在他和母亲住在一起。因为是单亲家庭，母亲忙于工作，因此揽下了所有的家务活，同时也负责购物等日常杂务。
从小就时常受到父亲京终健二的虐待，因此如今看到父亲会两脚发软。为了不让父亲从家中拿钱，会把母亲准备好的钱藏起来。
因为从小就经常受到母亲的朋友藤田璋的照顾，因此很喜欢藤田璋，把藤田璋当作自己的家人。
新城柊真、飞鸟悠汰和御杖夏南子经常到桂木真己家吃饭，也因做饭拿手，受到他们的赞扬。第7集中樱井隆幸顾问组织的烤肉活动上大显身手，受到队员的称赞。
就算有电梯也喜欢跑楼梯，并且在之前住的房子里经常抓蟑螂，因而有着极强的体育天赋，也因此受到新城柊真的邀请，以金钱和放学后帮忙购物为条件，加入了男子软式网球社并迅速超越大多老社员。
有些时候希望与他人保持距离，特别是在剧情起初，有时也会说出一些尖锐的话，在社团中引起波澜。然而也会经常为他人着想，第4集中，桂木真己在为母亲做的麻婆豆腐中特意减轻了辣味，随着与社员们逐渐熟悉，也表现出自己的善良温柔的一面。
小时候曾遇到过初中时期的新城凉真，同时也憧憬新城凉真。
打软式网球时，与新城柊真搭档。
新城柊真（配音：畠中祐）
住在桂木真己家附近的同年学生，男子软式网球社的队长，2年C班班长，是桂木真己的童年玩伴，直到小学一年级为止和桂木真己在同一小所学校上学。
在村上拓人离开前与其搭档，后与桂木真己成为软式网球双打搭档。
希望能为男子软式网球部做些什么以扭转劣势，同时也为了避免社团被解散，说话直接了当的新城柊真以命令的口吻邀请桂木真己加入社团。邀请被拒后，新城柊真以一个月一万日元的契约成功让桂木真己加入了社团。因为同时要帮忙购物，因此也经常在桂木真己家吃饭。
性格严肃直率，但是却同时有点不灵通。性急生气时也会摔东西或踢东西。学校中的部分学生害怕他，在第2集中，凭借自身的气势帮助飞鸟悠汰从校园欺凌中解围。第5集中，帮助桂木真己一起面对前来要钱的京终健二，面对京终健二出言不逊，并垫付了5万日元。
不擅长在热闹的场合里与他人打交道，也因此觉得自己内心扭曲。
与哥哥新城凉真关系很好，同时对新城凉真有憧憬之心，然而与母亲关系欠佳。然而在第10集中，因新城凉真私下教桂木真己切削球引起新城柊真不悦。
对恐龙、化石等古代地球史感兴趣，因此自己的房间摆满了与恐龙有关的化石及摆件。
从小学起就认识布津凜太朗。
不擅长家务。
导演赤根和树表示新城柊真是该剧中最难设定的角色。
布津凜太朗（配音：佐藤元）
男子软式网球社副部长，2年D班学生。
个性温柔沉稳，什么都想做，然而经常考虑过于周全，拿不出自信心。
在队内搭档重组前，与曾我翅是搭档。在桂木真己的建议下，与雨野树成为搭档。
随着桂木真己在社团内的贡献越来越大、也越来越有成效，自己开始逐渐失去自信。
布津凜太朗出生后因生母还未结婚、过于年轻，无力养育布津凜太朗，不久后便被他人收养。养父养母对布津凜太朗十分照顾，把布津凜太朗当成自己的亲生儿子。然而，因收养子女的相关规定，养父养母在他小学五年级时告诉了布津凜太朗收养的真相，布津凜太朗也因此十分自责，也从而想要更加努力，然而却难以拿出成果。第10集中，被告知生母想要与他見面。在随后的夏季大赛中收到了生母的问候短信，布津凜太朗想寻找生母但没有找到，最终放弃。
从小学时就与新城柊真认识。
自己家有一只叫乙女的猫。
雨野树（配音：松冈祯丞）
2年B班学生，是男子软式网球社中身材最为矮小的社员。
父母离婚，雨野树现在和父亲生活在一起。
雨野树有些时候很果断，然而不时也会把自己的真实感受隐藏起来。因为桂木真己的到来，不想被别人问起自己背上疤痕缘由的他，不和大家一起更换衣服。背上的伤疤是因为自己在一岁时，被神情恍惚的母亲泼的开水导致的烫伤，因此自己很讨厌被别人提起这件事。在与御崎学园打过比赛后，也开始与大家一起更衣。
有些时候会说出很刺耳的话，因此也会受到队友的批评。
在队内搭档重组前，与月之濑直央搭档。在桂木真己的建议下，与布津凜太朗成为搭档。
姐姐是雨野奈美惠。
曾我翅（配音：丰永利行）
2年B班学生。有着出色的运动神经和能力，然而有些时候性情不定，说话直接。
有两个哥哥，曾我润和曾我耀。
小学结束前在父亲的要求下踢足球，因认为自己缺乏天赋，比不过自己的两个哥哥，随后开始打软式网球，也因此受到父亲的厌恶。
曾与竹之内晋吾在同一个足球俱乐部，竹之内晋吾认为他踢足球很厉害。
在第9集夏季大赛前与父亲发生冲突，不慎跌落楼梯造成骨折，也因此在两个月内都无法打球，无法参加夏季大赛。
队内搭档重组前，打球时与布津凜太朗是搭档，在桂木真己的建议下，现与竹之内晋吾搭档。
竹之内晋吾（配音：佐藤圭辅）
2年A班学生。能够活跃男子软式网球社气氛的一员。性格开朗的同时，好胜心也强，经常情绪激动。
家中有妹妹竹之内杏，关系很好。
第5集中，与妹妹一起想出了胜利之舞，在第6集中与御崎学园比赛前展示给队员们，并在队内被广泛接受。
经常喜欢给别人做拉伸训练。
在队内搭档重组前，也是与石上太洋搭档。在桂木真己的建议下，现与曾我翅搭档。
月之濑直央（配音：小林裕介）
2年A班学生。性格柔软，我行我素。听话温顺，安慰他人的同时，也会说出让人不知道是真是假的话，令周围的人感到不知所措。
母亲因担心社团活动影响月之濑直央学习，经常呵斥月之濑直央，对月之濑直央过度干涉，而父亲对家事漠不关心。
队内搭档重组前的搭档是雨野树，后在桂木真己的建议下，与石上太洋搭档，然而二人经常缺乏自信。
石上太洋（配音：天崎滉平）
2年A班学生。因为和蔼可亲的缘故，石上太洋经常被邀请充当中间人，然而自己其实并不擅长做抉择，也不擅长发言。此外，石上太洋因为怯场的原因，比赛时总会紧张。父母来自关西，自己虽然在东京长大，依然有着一口关西腔。
在桂木真己提议队内搭档重组前，与竹之内晋吾搭档。重组后，与月之濑直央成为搭档，然而二人经常缺乏自信。
飞鸟悠汰（配音：山谷祥生）
作为新城柊真的朋友，经常关心新城柊真。
第1集中，为了帮助新城柊真让桂木真己加入社团，飞鸟悠汰去调查了桂木真己的家庭背景，并观察了他的日常活动。
因为行為較女性化，在第2集中受到其他学生的欺凌，却不愿还手，新城柊真评价他温柔软弱。
不擅长运动，但受到桂木真己的邀请，成为了男子网球社的经理。因为对队员们服务周到，受到赞扬，队员们也在他受到欺凌时帮助予以还击。
认为自己是非二元性別，也因此对自己感到迷茫，喜欢他人称呼自己为悠（ユウ）。
家里有两个姐姐。
经常在桂木真己家吃饭。
樱井隆幸（配音：樱井孝宏）
男子软式网球社顾问，志城南中学的美术老师，门胁守的前辈。
樱井隆幸自5年前男子软式网球社的一场事故开始，就没有经常参与管理社团的活动。
在第4集中，樱井隆幸看到队员兴致逐渐高涨，想要为社团做些力所能及的事，因此组织与御崎学园男子软式网球社进行一场练习赛，并且在比赛后邀请队员烧烤。
与社员们的关系很好，曾我翅和竹之内晋吾称呼他小隆（タカちん），在第3集中，樱井隆幸也帮助开导过刚刚因受到语言暴力而打伤富士田的雨野树。
村上拓人（配音：古川慎）
男子软式网球社前社员，曾与新城柊真搭档。
第1集中因社团比赛一直失利而退出社团，打算转去打硬式网球，成为万人迷，从而向七濑告白。
第8集中，偶遇软式网球社社员，声称自己要去参加篮球比赛。

### 女子软式网球社
打入全国大赛、关东大赛，能称霸全国的强队。
高田希唯（配音：松田飒水）
女子软式网球社的队长，和雨野奈美惠是队内搭档。
因为肤色黝黑，被男子软式网球社社员私下称作“黑凤蝶”（クロアゲハ）。
雨野奈美惠（配音：夏川椎菜）
女子软式网球社副队长，和高田希唯是队内搭档，雨野树的姐姐。
因为肤色白，被男子软式网球社社员私下称作“白凤蝶”（シロアゲハ），同时男子网球社社员还称赞她漂亮、球技好、学习好。
与雨野树关系良好，社团活动后会一起购物，两人轮流负责做饭。
一天吃5顿饭。
室生樱（配音：甲斐田裕子）
女子软式网球社的顾问，志城南中学的数学老师。

### 御崎学园
仅男队员就有60人的软式网球强队，经常打入全国大赛并获得冠军。其中初中一年级学生负责为比赛加油助威。
王寺岚（配音：寺岛拓笃）
御崎学园软式网球部的中心人物一样的存在，非常少见地在二年级就已成为队中的王牌。
性格暴躁强势，说话高高在上。
与须永真士郎搭档，负责后卫，在二人中拥有绝对的主导权，二人也因此配合欠佳，在与桂木真己、新城柊真的比赛中二人意识到这一点后，逐渐有了配合。
在与志城南中学比赛后，与志城南中学男子软式网球社的社员交好，经常观赛并为他们加油助威。
喜欢吃桂木真己的挂面杂炒，桂木真己也因此通过挂面杂炒从王寺岚手中获取对手情报。
家庭富裕，家里雇佣乳母、营养师。
家中有一只叫神威（カムイ）的狗。
须永真士郎（配音：坂泰斗）
御崎学园软式网球部的正式选手，与王寺岚搭档，负责前卫。
因王寺岚在二人中较为强势，因而配合欠佳，在与桂木真己、新城柊真的比赛中二人意识到这一点后，逐渐有了配合。
三轮一海（配音：河西健吾）
与大井步搭档，负责后卫，同时负责指挥赛局。第一发球厉害，抽球快速，能准确扣球。
大井步（配音：梶原岳人）
与三轮一海搭档，负责前卫。近网守备范围很广。
柳下晃崇（配音：竹田海渡）
与池田大贵搭档，负责后卫。发球、抽球快速。
池田大贵（配音：广濑裕也）
与柳下晃崇搭档，负责前卫。发球优秀。
永野雅人（配音：市川苍）
与田中猛搭档，负责后卫，二人曾参加过全国大赛。
田中猛（配音：千叶翔也）
与永野雅人搭档，负责前卫，二人曾参加过全国大赛。
佐佐木真士（配音：伊藤节生）
初中三年级学生，与川上翔搭档，二人被王寺岚认为是秀才型的，比赛方式正统。
川上翔（配音：石谷春贵）
初中三年级学生，与佐佐木真士搭档，二人被王寺岚认为是秀才型的，比赛方式正统。
门胁守（配音：村田太志）
强队御崎学园男子软式网球社的教练，樱井隆幸的后辈。

### 旗之丘中学
日下部乔伊（配音：高梨谦吾）
旗之丘中学软式网球部的队员。混血，长相帅气，身材高大，仅仅初中二年级身高就已达到178厘米，因此在社交网络上很有人气，也曾登上期刊杂志，现实生活中也有很多观看他训练及比赛的女粉丝，也很擅长面对粉丝们。
比赛时与大友雅美搭档，负责前卫。因为前卫截击很帅气，所以选择当前卫。然而不擅长与搭档大友雅美配合，在比赛中连续失分时会觉得大友雅美碍事，而在与桂木真己、新城柊真的比赛失利后又打算放弃软式网球并转打乒乓球。
大友雅美（配音：宮崎遊）
比赛时与日下部乔伊搭档，负责后卫。

### 城北中学
能力中坚的软式网球社。
足高智嗣（配音：大塚刚央）
初中三年级学生，与村井希搭档。
村井希（配音：上西哲平）
初中三年级学生，与足高智嗣搭档。

### 白鸟中学
五濑陆（配音：上村祐翔）
五濑穹的双胞胎哥哥，同时也与五濑穹搭档，实力强大，曾是前一年全国大赛的冠军组合。
五濑穹（配音：上村祐翔）
五濑陆的双胞胎弟弟，同时也与五濑陆搭档，实力强大，曾是前一年全国大赛的冠军组合。

### 其他
御杖夏南子（配音：峰田茉优）
志城南中学的学生，同时也是桂木真己的邻居。
擅长并喜爱绘画，因此自己在网上作画，并受到网友赞赏，然而母亲反对御杖夏南子作画，认为画画不是正经人会做的事，也因此对未来感到迷茫。后来转变绘画画风，然而引起粉丝不满。
个人性格阴沉，是个宅女。经常在旁边观察男子软式网球社的社团活动，特别关注桂木真己。
经常在桂木真己家吃饭。对于学校的伙食兴致不高。
京终健二（配音：中井和哉）
桂木真己的父亲，在桂木真己8岁时与桂木绫离婚。
离婚后仍经常趁桂木绫不在时到桂木真己家要钱，并对桂木真己实施暴力。在桂木真己搬到新住所后，京终健二通过民政局咨询到了两人的新地址。在桂木真己很小的时候，京终健二就总是待在家里，并且对桂木真己不管不顾，甚至时常打桂木真己。
桂木绫（配音：名塚佳织）
桂木真己的母亲，作为二级建筑师在一家小土木工程公司工作。在桂木真己小时候的时候与京终健二离婚，现负责抚养桂木真己，与桂木真己生活在一起。
第1集中，与桂木真己搬到了新的公寓。因为京终健二对桂木真己的暴力行为，桂木绫正在申请保护令，不过她认为目前京终健二还没有找到他们现在的住所。
因为京终健二经常从家里拿钱，为以防万一，桂木绫经常把钱准备提前准备好，若钱消失了又会及时补充。
藤田璋（配音：阿部敦）
表面上看起来像是男性，但生理上为女性的跨性別男性。
从小对自己的性别感到异样，升上初中后，对穿着女生校服感到痛苦。因害怕辜负父母的期待、害怕让他们难过，而没有告诉父母。也因此，藤田璋感到不安、孤独，对未来感到害怕。
毕业独立后，开始作为男性生活，异样感也因而消失。
真实名字是璋子（璋子（しょうこ）），但因为名字与外表不符，而且璋自己听起来感觉更舒服，因此大家称呼他为璋。
是桂木绫从大学开始就结识的朋友。在桂木真己小时候起就经常照顾桂木真己，并教导学习，因此桂木真己很喜欢藤田璋。
春日绢代（配音：坂本真绫）
志城南中学学生会会长。身材粗壮，家住宅邸。
在第1集中，提出的提案让每个社团的努力和热情成为获得经费与非和多少的判断标准，这也因此导致如果男子软式网球部不能在夏季大赛上取得至少一次胜利的话，将面临被解散的风险。
祖母取名绢代，然而母亲并不喜欢这个名字，因此，祖母不在时，母亲称呼春日绢代为琉璃羽（瑠璃羽），然而春日绢代自称香织（香織）。
自己当初想去私立女子大学的附属中学读书，然而母亲坚持要让春日绢代去志城南中学读书。
春日绫花（配音：藤田奈央）
春日绢代的母亲。与春日绢代的祖母春日春阳关系不佳。春日绫花并不喜欢春日春阳取的绢代名字，因此在祖母不在时，母亲称呼春日绢代为琉璃羽（瑠璃羽）。在决定春日绢代的中学去向时也曾与春日春阳发生过争吵。
春日春阳（配音：八百屋杏）
春日绢代的祖母。与春日绢代的母亲春日绫花关系不佳。春日春阳是绢代的取名者，然而春日绫花并不喜欢这个名字。在决定春日绢代的中学去向时也曾与春日绫花发生过争吵。
新城凉真（配音：松风雅也）
新城柊真的哥哥，曾是志城南中学男子软式网球社的优秀球员，当时与忍海搭档，并连续两年获得全国大赛冠军。
初中时曾遇见过桂木真己。现已成为大学生。
第10集中私下教桂木真己切削球引起新城柊真不悦。
有两个弟弟。
新城柊真的母亲（配音：柚木凉香）
与新城柊真的关系不好，然而与新城凉真的关系很好。
在第11、12集中打算离婚，让新城柊真与父亲生活在一起，自己与新城凉真一起。
布津凜太朗的母亲（配音：大津爱理）
布津凜太朗的养母，对布津凜太朗十分疼爱呵护，把布津凜太朗当成自己的亲生儿子。因收养子女的相关规定，养父养母在布津凜太朗小学五年级时告诉了布津凜太朗收养的真相。
布津凜太朗的父亲（配音：野濑育二）
布津凜太朗的养父。
布津凜太朗的母亲（配音：川澄绫子）
布津凜太朗的生母，布津凜太朗出生后因生母还未结婚、过于年轻，而无力养育布津凜太朗，因此在不久后布津凜太朗便被现在的养父养母收养。
月之濑直央的母亲（配音：进藤尚美）
学校里出名的怪兽家长，对月之濑直央有极强的控制欲。因担心社团活动影响月之濑直央学习，希望月之濑直央退出软式网球社。社员们认为月之濑直央的母亲对月之濑直央干涉过度。在第11集中，给月之濑直央多次打电话被拒接后，决定破例原谅月之濑直央。
竹之内晋吾的父亲（配音：莲岳大）

竹之内杏的母亲（配音：汤屋敦子）
反对竹之内杏接触竹之内晋吾。
竹之内杏（配音：诸星堇）
竹之内晋吾的妹妹，与竹之内晋吾关系很好。
曾我翅的父亲（配音：前田弘喜）
曾经踢过足球，经常自提当年勇，也因此要求曾我翅也能够踢足球，在曾我翅因没有足球天赋不再踢足球后，开始厌恶、贬低曾我翅。
曾我翅的母亲（配音：今泉叶子）

曾我润（配音：村上裕哉）
曾我翅的哥哥，喜欢踢足球。
曾我耀（配音：野上翔）
曾我翅的哥哥，喜欢踢足球。
飞鸟泉（配音：石见舞菜香）
飞鸟悠汰的姐姐。
飞鸟光（配音：高田忧希）
飞鸟悠汰的姐姐。
飞鸟悠汰的母亲（配音：樱井浩美）
希望把飞鸟悠汰以男生抚养，也因此与飞鸟悠汰发生冲突。
石上太洋的母亲（配音：岸本百惠）
对石上太洋十分呵护。
石上太洋的父亲（配音：粟津贵嗣）
对石上太洋十分呵护，观看比赛时特意为石上太洋准备了急救箱。

## 制作团队
赤根和树最初于5年前有想要尝试新题材突破的想法，并同时接到了这个作品的委托，在3年前开始了动画制作的准备工作。该动画制作企划最终于2018年4月5日首次公开，8bit工作室通过Twitter宣布正在与赤根和树合作编写一个全新的原创电视动画的企划。赤根和树负责原作、导演及脚本，这也是赤根和树首次尝试给动画的全集做脚本。负责设计人物设定的原案，赤根和树对此表示，希望通过笔下的细腻画作讲述严肃的故事，凸显日本动画的不平衡感，探索的同时做出突破。高桥裕一则负责动画导演，同时调整的设计原案以适合动画使用。此外，竹下美纪被任命负责场景设计，志和史织负责担当美术监督，来自Magic Capsule音乐制作公司的明田川仁负责担当音乐监督。Flying DOG负责音乐的制作和发行。乐团jizue负责音乐的构成。
| 原作 监督 脚本    | 赤根和树                                                     |
| 副监督            | 三宅和男                                                     |
| 人物设定（原案）  | [ 5 ] [ 16 ]                                                 |
| 人物设定 动画导演 | 高桥裕一                                                     |
| 场景设计          | 竹下美纪                                                     |
| 道具设计          | 小仓典子 饭田惠理子 加藤惠子                                 |
| 色彩设计          | 中山久美子                                                   |
| 美术监督          | 志和史织                                                     |
| 美术设定          | 藤井一志 [ 5 ] [ 16 ] 佐藤正浩 [ 注 2 ]                      |
| CG监督            | 生原雄次                                                     |
| 摄影监督          | 顿所信二                                                     |
| 编辑              | 木村佳史子                                                   |
| 音乐监督          | 明田川仁                                                     |
| 音乐构成          | jizue                                                        |
| 音乐制作          | Flying DOG                                                   |
| 制片人            | 京谷知美 （ 日语 ： 京谷知美） 伊藤将生 长谷川嘉范 淡路彻 向井地基起 |
| 动画制片          | 葛西励                                                       |
| 动画制作          | 8bit                                                         |
| 制作              | 星合之空 制作委员会 TBS                                      |

## 动画音乐

### 片头曲
本作的片头曲是《水槽（水槽）》，由新藤晴一作词，矢吹香那作曲，Tomi Yo编曲，中岛爱演唱。《水槽》的创作最初在中岛爱阅读完《星合之空》情节后，委托新藤晴一作词而成。《星合之空》描绘了作品中每一个少年们，在人生中不断碰壁，感到迷茫而挣扎的故事，中岛爱相信，新藤晴一能通过他笔下美妙的歌词呈现出这样的故事。而该曲歌词最终表现的也是身处淡水水槽中，溺水难以脱离的痛苦。在歌词创作完成后，中岛爱评价歌词唤起了她中学时期的回忆，歌词并不猛烈，却句句扎心。然而，最终歌曲中的歌声并没有过度渲染悲伤的感情，中岛爱不想让听者感到过于压抑，因此，只在歌曲的起初，声音低沉朦胧，而随后在副歌部分中岛爱挑战抬高声调，爆发情感。歌词中出现的鲸鱼，对于曲中的主角，是能够自由地游动、自由地选择自己的人生的大人们一样的存在，而主角不断地向着它们传递声音。中岛爱在歌唱时想象不仅以这个主角的视角为中心，同时加入自己怜悯之心。与此同时，中岛爱还希望歌词中的“真的每个人都会焦虑吗（不安は誰にもあるって本当）”一句能够传递给年轻人每个人都有各自的烦恼，因此不要过于悲观的讯息。
该曲最初于2019年7月的“中岛爱 10th Anniversary Live～Best of My Love～”演唱会中公布消息，随后于2019年11月6日开始发售，同时收录于星合盘的《水槽/头饰天使（水槽/髪飾りの天使）》专辑和书痴盘的《头饰天使/水槽（髪飾りの天使/水槽）》专辑中，这也是中岛爱一年多以来首次发行单曲。两本专辑均还同时收录了《小书痴的下剋上》的片尾曲《头饰天使（髪飾りの天使）》。星合盘背面的插画为《星合之空》主角之一的桂木真己，由人物原案设定绘制。音乐视频拍摄于中岛爱的故乡茨城县的大洗水族馆。
此曲在第1集中用于片尾曲，在第2、3、7、11集中用于片中插入曲，这几集中的片尾字幕将此曲标注为“主题曲”。

### 片尾曲
本作的片尾曲是《笼中的我们（籠の中の僕らは）》，由Motokiyo作词作曲，河合英嗣编曲，AIKI演唱。AIKI是家族音乐组合bless4中最小的一位，这首歌是他生涯中首次以个人名义发表专辑。AIKI表示，这是他第一次演唱如此爽快的摇滚歌曲，因此也相较以往演唱的歌曲来说带来了更多的新鲜感，与此同时他也在录音时为找到与平时不同的感觉做出了不少的努力。《星合之空》描绘的内容有着十足的青春感，因此AIKI在演唱时也尝试将年轻的感觉带入歌曲。此外，《星合之空》描绘的男子软式网球社社员们通过学习生活、友谊亲情中的小摩擦逐渐地成长的故事，社员们各自的种种烦恼，在歌词中有所体现，人们找到了想要奋斗的目标，并为此而奔波，然而，在奔波的路途中想必有着种种的不安及纠葛，并从中获得经验，这不仅仅是《星合之空》中所描绘的，也是包括AIKI在内的很多人的切身经历，AIKI也因此希望该歌曲能与有着相似经历的人产生共鸣，并能够通过此曲鼓励他们。然而，与此同时，《星合之空》中社团的社员们依旧度过着充实绝妙的学生生活，也因此，该曲曲调依旧保持欢快。
《笼中的我们》首发收录于2019年10月30日开始发售的专辑《笼中的我们（籠の中の僕らは）》中。此外，该专辑还收录了《蛹（さなぎ）》一曲，《蛹》是AIKI在《笼中的我们》完成后想要更好地与动画衔接，自己作词而成，与《笼中的我们》讲述现在的青春故事不同，《蛹》讲述的是对于青春的回忆。该专辑的封面插画描绘的是《星合之空》两位主角桂木真己和新城柊真遥望蓝天的场景，由人物原案设定绘制。歌曲《笼中的我们》的音乐视频摄制于学校，视频中除主角二人外均是学校学生，而其中，在打网球的场景中出镜的少年们也都来自于该校的网球部。
该曲在第1集中未被使用。

### 原声音乐
本作的原声音乐由jizue负责创作，jizue是来自于京都的伴奏乐队，活跃于日本国内外，这是他们首次为节目配乐。起初是因为《星合之空》的音乐总监一次在咖喱店吃饭时被偶然听到jizue的《march of monkey》所吸引，随后便推荐给了赤根和树，而jizue很早就有想要参与配乐的希望，双方的合作便就此展开。因为是首次参与配乐，jizue的成员起初都非常紧张。在与赤根和树的会议中，赤根和树希望jizue能够写出拥有自己个性的音乐而无需过于在意动画中的世界观，因此也让jizue的成员们有所安心。原声音乐中，在网上反向特别热烈的通过钢琴的16分音符琶音描绘了运动员们在等待比赛、比赛进行中的紧张以及激烈的场景，然而起初团队内部成员对此曲有所顾虑，认为该曲过于超前猛烈，而在录音完成后效果超出预期，并在动画方允许的前提下提前收录在专辑《gallery》中。此外，jizue还在配乐中尝试了之前未曾尝试的东西，如《sole male》等偏向负面、描绘剧中人物京终健二的曲目的创作。jizue个性强烈具有后摇风格的音乐在音乐监督明田川仁和监督赤根和树的安排、裁剪及拼接下，与《星合之空》的画面和剧情实现契合，最终令jizue成员们也感到震惊感叹。
为了保持音乐格调的统一，作曲的创作由jizue的吉他手井上典政主导。片木希依负责钢琴乐句，此外，乐队演奏的曲目还有jizue的前鼓手粉川心的参与。盘片由来自CHProduction的内古闲智之设计，插画由人物原案设定绘制。原声音乐已于2019年12月25日开始发售，收录jizue的配乐38首、本作片头曲及片尾曲，共40首。
| 电视动画《星合之空》原声音乐（） | 电视动画《星合之空》原声音乐（） | 电视动画《星合之空》原声音乐（） | 电视动画《星合之空》原声音乐（） |
| 曲序                             | 曲目                             | 艺术家                           | 时长                             |
| -------------------------------- | -------------------------------- | -------------------------------- | -------------------------------- |
| 1.                               |                                  | 中岛爱                           | 1:33                             |
| 2.                               | Ingenuity                        | jizue                            | 1:48                             |
| 3.                               |                                  | jizue                            | 3:29                             |
| 4.                               | ickle                            | Noriyuki Inoue from jizue        | 1:46                             |
| 5.                               | slow and sure                    | Noriyuki Inoue from jizue        | 1:15                             |
| 6.                               | heart rate                       | Noriyuki Inoue from jizue        | 0:52                             |
| 7.                               | Tale                             | Noriyuki Inoue from jizue        | 1:30                             |
| 8.                               | haimish                          | Noriyuki Inoue from jizue        | 1:17                             |
| 9.                               | ice fog                          | Noriyuki Inoue from jizue        | 1:28                             |
| 10.                              | spade                            | Noriyuki Inoue from jizue        | 1:22                             |
| 11.                              | Moonbow                          | Noriyuki Inoue from jizue        | 1:28                             |
| 12.                              | ungrid                           | Noriyuki Inoue from jizue        | 1:01                             |
| 13.                              | sole male                        | Noriyuki Inoue from jizue        | 1:21                             |
| 14.                              | ibis                             | Noriyuki Inoue from jizue        | 1:21                             |
| 15.                              | cryptic                          | Noriyuki Inoue from jizue        | 0:54                             |
| 16.                              | Whimsy                           | Noriyuki Inoue from jizue        | 0:42                             |
| 17.                              | i am zany                        | Noriyuki Inoue from jizue        | 0:45                             |
| 18.                              | Ludic                            | Noriyuki Inoue from jizue        | 0:45                             |
| 19.                              | L.D                              | Noriyuki Inoue from jizue        | 0:51                             |
| 20.                              | Misty color                      | Noriyuki Inoue from jizue        | 0:51                             |
| 21.                              | about it                         | Noriyuki Inoue from jizue        | 0:45                             |
| 22.                              | kewl                             | Noriyuki Inoue from jizue        | 0:44                             |
| 23.                              | elf ear                          | Noriyuki Inoue from jizue        | 0:47                             |
| 24.                              | Oath                             | Noriyuki Inoue from jizue        | 0:55                             |
| 25.                              | temenos                          | Noriyuki Inoue from jizue        | 0:46                             |
| 26.                              | hex                              | Noriyuki Inoue from jizue        | 1:00                             |
| 27.                              | eclipse                          | Noriyuki Inoue from jizue        | 0:45                             |
| 28.                              | relief                           | Noriyuki Inoue from jizue        | 1:00                             |
| 29.                              | seaRay                           | Noriyuki Inoue from jizue        | 0:48                             |
| 30.                              | Hail marys                       | Noriyuki Inoue from jizue        | 0:51                             |
| 31.                              | axis                             | Noriyuki Inoue from jizue        | 1:02                             |
| 32.                              | psychology                       | Noriyuki Inoue from jizue        | 0:46                             |
| 33.                              | petal                            | Noriyuki Inoue from jizue        | 0:35                             |
| 34.                              | yule log                         | Noriyuki Inoue from jizue        | 1:24                             |
| 35.                              | Ignorance                        | Noriyuki Inoue from jizue        | 0:50                             |
| 36.                              | nebulae                          | Noriyuki Inoue from jizue        | 1:25                             |
| 37.                              | oxidize                          | Noriyuki Inoue from jizue        | 0:34                             |
| 38.                              | until later                      | Noriyuki Inoue from jizue        | 0:45                             |
| 39.                              | euphoria                         | Noriyuki Inoue from jizue        | 1:48                             |
| 40.                              |                                  | AIKI from bless4                 | 1:32                             |
| 总时长：                         | 总时长：                         | 总时长：                         | 45:21                            |

## 各集列表
该动画共有12集，于2019年10月11日开始首播，2019年12月27日完结。
| 集數 | 標題   | 編劇     | 分鏡                                       | 演出                              | 作畫監督                                                                                                | 首播日期       | 總作畫監督 |
| --- | ------ | -------- | ------------------------------------------ | --------------------------------- | --- | -------------- | ---------- |
| 01 | 第1集  | 赤根和樹 | 赤根和樹                                   | 三宅和男                          | 高橋裕一                                                                                                | 2019年10月11日 | 不适用     |
| 志城南中学的男子软式网球社因为长期没有取得成果，缺乏能力，面临着被解散的危机。队长新城柊真急切地想要招到有体育才能的学生，然而却没有结果。他邀请转校生桂木真己加入，然而却以不想加入任何社团为理由，遭到拒绝。然而新城柊真并没有放弃，再一次邀请他加入社团，最终成功以金钱为条件让桂木真己进入网球社。当天晚上，桂木真己的父亲来到了桂木真己的家中，对他实施暴力并拿走了桂木真己藏在挂式空调盖后的钱。 |        |          |                                            |                                   | |                |            |
| 02 | 第2集  | 赤根和樹 | 安田賢司                                   | 尋田耕輔                          | 入江篤 吉川真帆 紺野美喜 竹下美紀 森悦史 古林杏子 酒井智史                                              | 2019年10月18日 | 高橋裕一   |
| 桂木真己加入了社团，并与社员互相做了自我介绍。为了庆祝新进社员，全员绕运动场跑了20圈。桂木真己发现飞鸟悠汰一直在运动场旁边看着社员跑步，因此邀请他担任社团经理。新城柊真开始教导桂木真己软式网球的规则和基础知识，桂木真己因为运动神经很好，很快掌握了，并且超越了大多老社员。桂木真己表示了自己的不满因此导致了社团内的不快，为此他们全员重新开始空挥练习。 |        |          |                                            |                                   | |                |            |
| 03 | 第3集  | 赤根和树 | 三宅和男                                   | 江口大辅                          | 森田和明 小美野雅彦 中山 小岛彰 日高真由美 高冈淳一 （ 日语 ： 高岡淳一） 石田可奈 今冈大 斋藤雅和 黑川         | 2019年10月25日 | 高桥裕一   |
| 社团开始练习比赛，新城柊真与桂木真己一组。桂木真己虽然刚刚接触软式网球，并且在比赛中经常成为被瞄准、击破的目标，但是这一组依旧成功击垮了社团中的其他所有的对手。社团内的不安也使得队长新城柊真非常不满，失望地离开了网球场。第二天，两位社团外的学生中尾和富士田在社团休息之余，嘲讽社团和雨野树，雨野树一怒之下用网球拍打破了富士田的脑袋。社员们后来告诉桂木真己雨野树小时候曾被神情恍惚的母亲泼过开水。在桂木真己的鼓励下，连续三天缺勤社团活动的新城柊真回到了社团。 |        |          |                                            |                                   | |                |            |
| 04 | 第4集  | 赤根和树 | 吉田泰三                                   | 井之川慎太郎 长滨亘彦 [ 48 ]      | 竹下美纪 森田和明 小菅和久 古林杏子 芳山优 鹈池一马 后藤润二 （ 日语 ： 後藤潤二）                              | 2019年11月1日  | 高桥裕一   |
| 桂木真己提出更改队内搭档分配的提议，遭到了队内的反对，然而队内的练习赛证明，新的搭配有显著成效。随着新搭档分配以及桂木真己随后建议的练习方法的实施，队内训练步入正轨，队员兴致逐渐高涨。社团顾问樱井隆幸见此情形，找到强队御崎学园的软式网球社，打算与他们进行一场练习赛。虽然大多社员们都认为比赛没有胜算，然而桂木真己认为这是千载难逢的练习的好机会。当晚从购物回家的路上，桂木真己遇到了守在公寓门口的父亲京终健二。京终健二在索要金钱被拒后，打碎了桂木真己的网球拍，并扬言要求桂木真己在第二天准备好金钱。 |        |          |                                            |                                   | |                |            |
| 05 | 第5集  | 赤根和树 | 寺东克己                                   | 志贺翔子                          | 高井里沙 柳濑让二 森悦史 黑川                                                                           | 2019年11月8日  | 高桥裕一   |
| 桂木真己失去了自己的网球拍，在新城柊真的追问下，说出了实情。为此，新城柊真打算与桂木真己一起面对京终健二。当晚，京终健二来到桂木真己的住所，双方发生了口角，扬言要杀了对方。新城柊真和布津凜太朗讨论打算加强训练内容，然而布津凜太朗刚打算提出自己的观点便被打断，失去自信心的他觉得自己一无是处，打算辞去副部长职位，这样的想法遭到了新城柊真的否定。与御崎学园的练习赛即将开始，队员们在顾问樱井隆幸的带领下来到御崎学园的球场。 |        |          |                                            |                                   | |                |            |
| 06 | 第6集  | 赤根和树 | 伊藤康裕                                   | 伊藤康裕                          | 中山 饭饲一幸 森田和明 斋藤和也 古林杏子 小岛彰 竹下美纪 八木泽修平 菊地康仁 桥本明日美 入江笃          | 2019年11月15日 | 高桥裕一   |
| 与御崎学园的比赛开始了。石上太洋、月之濑直央对阵三轮一海、大井步，比赛以一比三告负。布津凜太朗、雨野树对阵柳下晃崇、池田大贵，比赛最终以一比三告负。曾我翅、竹之内晋吾对阵永野雅人、田中猛，曾我翅、竹之内晋吾二人虽然采用了吼叫干扰的做法，仍最终以一比三的比分不敌对手。桂木真己、新城柊真对阵王寺岚、须永真士郎，连输两局后，桂木真己有了新想法。 |        |          |                                            |                                   | |                |            |
| 07 | 第7集  | 赤根和树 | 赤根和树 清水聪 [ 51 ]                     | 寻田耕辅 村木智彦 [ 51 ]          | 菊地康仁 村山公辅 森田和明 柳濑让二 米泽彩织 桥本明日美 小岛彰 饭饲一幸 黑川 竹下美纪 山崎秀树 村木智彦 | 2019年11月22日 | 高桥裕一   |
| 桂木真己发现对手二人的配合并不好，王寺岚是主力，而须永真士郎则是王寺岚的“附属品”。桂木真己、新城柊真二人利用这一弱点，扳回两局。王寺岚意识到了这一点，王寺岚、须永真士郎二人逐渐有了配合，并最终在决胜局以11比9的小分险胜。樱井隆幸组织队员在周末烧烤，队员们偶遇正在遛狗的王寺岚并一起就餐。学年主任向校长汇报有家长抱怨社团训练时间过长。 |        |          |                                            |                                   | |                |            |
| 08 | 第8集  | 赤根和树 | 加濑充子                                   | 名和宗则                          | 中山 斋藤和也 黑川 古林杏子 松本弘 龜田朋幸                                                             | 2019年11月29日 | 高桥裕一   |
| 月之濑直央的母亲因担心社团活动影响月之濑直央学习，训斥月之濑直央并向校方投诉，因此社团活动暂停一周。夏季大赛团体赛的分组公开，第一轮对阵旗之丘中学。社团打算对旗之丘中学的训练进行侦察，旗之丘中学对外人有所戒备，然而对喜欢日下部乔伊的女粉丝有所放纵，因此飞鸟悠汰和桂木真己異性裝扮侦察，御杖夏南子驱赶其他女粉丝。男队打算在大赛前与女队再进行一次练习赛，最终获得了女队的同意。飞鸟悠汰的母亲发现了飞鸟悠汰的女装，并训斥飞鸟悠汰。 |        |          |                                            |                                   | |                |            |
| 09 | 第9集  | 赤根和树 | 宫地昌幸                                   | 大石康之                          | 高井里沙 森田和明 黑川 入江笃 山崎秀树 竹下美纪                                                         | 2019年12月6日  | 高桥裕一   |
| 不顾竹之内杏的母亲的阻止，竹之内杏跟随哥哥竹之内晋吾前往学校观看练习赛。竹之内杏在独自上完厕所后打算在学校内冒险，大家在发现竹之内杏不见之后开始寻找。月之濑直央在医务室找到了竹之内杏，然而因母亲给予的压力，想要取消比赛的他将医务室反锁并对找到一事保持沉默。桂木真己在询问月之濑直央后找到了竹之内杏。男队全员向女队道歉后，练习赛正常进行。曾我翅与父亲产生冲突，不慎在楼梯上跌落骨折，跑出了家门，在路过竹之内晋吾家门前时碰巧遇到竹之内晋吾，竹之内晋吾和竹之内晋吾的父亲将曾我翅送到医院进行包扎。 |        |          |                                            |                                   | |                |            |
| 10 | 第10集 | 赤根和树 | 吉田泰三                                   | 江口大輔                          | 菊地康仁 小島彰 中山 入江篤 古林杏子 竹下美紀 黑川 山崎秀樹 高井里沙                                    | 2019年12月13日 | 高橋裕一   |
| 曾我翅因骨折无法参加比赛。新城凉真私下教桂木真己切削球，引起新城柊真的不悦。布津凜太朗的养父母告诉布津凜太朗说生母想要与布津凜太朗见面。新城柊真因饭菜不合口与母亲发生口角。御杖夏南子在网上发布新风格的绘画引起粉丝不满。夏季大赛开始，第一场布津凜太朗、雨野树对阵来自城北中学的足高智嗣、村井希。布津凜太朗和雨野树连续拿下两局，然而布津凜太朗的腿开始抽筋，最终以二比三告负。下一场月之濑直央、石上太洋对阵来自御崎学园的佐佐木真士和川上翔，桂木真己从王寺岚了解到对手的比赛方式传统，因此桂木真己建议月之濑直央和石上太洋使用不断变换前后卫的打法，打入决胜局，最终因月之濑直央和石上太洋体力不支，以二比三的比分输掉比赛。 |        |          |                                            |                                   | |                |            |
| 11 | 第11集 | 赤根和樹 | 伊藤康裕 吉田泰三 [ 55 ]                   | 三宅和男                          | 高井里沙 森田和明 竹下美紀 山崎秀樹 菊地康仁 八木澤修平 黑川 關口雅浩 斋藤和也                          | 2019年12月20日 | 高橋裕一   |
| 桂木真己、新城柊真对阵日下部乔伊、大友雅美，连续失利后二人利用对手的配合劣势，集中攻击后卫大友雅美，扳回得分并最终以三比一取得胜利。月之濑直央的母亲给月之濑直央打电话被连续拒接后，决定原谅月之濑直央一次。桂木真己、新城柊真随后先后对阵大井西中学的坂井、山下和阵马込北中学的木村、中谷，最终均取胜晋级。桂木真己、新城柊真即将面对来自白鸟中学的五濑兄弟。布津凜太朗收到了来自生母的问候短信。五濑兄弟十分强势，桂木真己、新城柊真被连续发球得分失去一局。 |        |          |                                            |                                   | |                |            |
| 12 | 第12集 | 赤根和樹 | 赤根和树 宫地昌幸 大石康之 伊藤康裕 [ 56 ] | 田中孝行 寻田耕辅 三宅和男 [ 56 ] | 入江笃 高井里沙 竹下美纪 菊地康仁 森田和明 山崎秀树 黑川 关口雅浩                                       | 2019年12月27日 | 高橋裕一   |
| 桂木真己、新城柊真开场连失两局，二人随后不断在场上切换位置，令五濑兄弟乱了阵脚，打进决胜局并在决胜局中连续赢得3小分。随后五濑兄弟镇静下来，赢得了比赛。新城柊真给新城凉真打电话，然而新城柊真的母亲接起了电话并告诉了他想要离婚的消息。桂木真己回家见到恍惚的藤田璋、破碎的水杯以及被拆开的信封后，前去购买菜刀并来到京终健二家门前。 |        |          |                                            |                                   | |                |            |

## 播放电视台
| 播放日期                        | 播放时间                         | 播放机构  | 播放档期           | 面向区域 | 备注             |
| ------------------------------- | -------------------------------- | --------- | ------------------ | -------- | ---------------- |
| 2019年10月11日 - 2019年12月27日 | 每周五 1:58 - 2:28（每周四深夜） | TBS电视台 | 《animerico》第2部 | 关东广域 | 参与制作，有字幕 |
| 2019年10月13日 - 2019年12月29日 | 每周日 2:00 - 2:30（每周六深夜） | BS-TBS    | 《animerico》档    | 日本全国 | BS/BS4K播放      |
| 2019年10月21日 - 2020年1月6日   | 每周一 1:30 - 2:00（每周日深夜） | TBS频道1  | 《animerico》档    | 日本全国 | CS播放，有重播   |
| 2019年10月23日 - 2020年1月8日   | 每周三 2:25 - 2:55（每周二深夜） | 静冈放送  | 《Anime 6区》第2部 | 静冈县   |                  |

## 蓝光及DVD光碟
本作预计共发售上下两卷蓝光及DVD光碟。第1卷计划于2020年2月26日发售，收入第1至6集的动画内容，同时还附加如宣传视频、音频评论、小册子等赠品，此外还有限定版本发售。外包装封面插画由人物原案设定绘制，内包装纸套插画由人物设定高桥裕一绘制。第2卷计划于2020年4月22日发售，收入第7至12集内容。
| 卷 | 发售日期      | 收入集数      | 商品编号  | 商品编号  |
| 卷 | 发售日期      | 收入集数      | BD        | DVD       |
| -- | ------------- | ------------- | --------- | --------- |
| 1  | 2020年2月26日 | 第1集－第6集  | SHBR-0608 | DASH-0062 |
| 2  | 2020年4月22日 | 第7集－第12集 | SHBR-0610 | DASH-0064 |

## 片尾曲动画舞蹈疑似抄袭事件

片尾曲动画舞蹈动作之一（右），该动作被七河みこ指疑似抄袭

2019年10月23日，两位舞者和指责片尾曲动画的舞蹈疑似抄袭他们的原创编舞，在Twitter上发布了比较视频，并同时表示正向动画制作方咨询情况。根据日本著作权法的规定，原创编舞的著作权被认为是归属于原编舞者的，而在动画业界，有偿参考、转描现实编舞的做法并不少见。
星合之空制作委员会随后于2019年10月24日晚通过官方Twitter对此质疑发表声明，表示正在对事实情况进行证实确定。在此官方声明一小时后通过Twitter表示，制作方TBS对于使用编舞一事已经向本人致歉，并将会在得知详细情况后再次公开汇报。
疑似抄袭的片尾曲动画主要描绘了本作一些主要角色在虚构的志城南中学校园中的不同位置跳舞编排的场景。该片尾曲动画由江畑谅真一人负责脚本、演出及作画，本作人物设定高桥裕一负责总作画导演，今西麻绫负责插画补帧及动画检查，此外，8bit的四位动画师、佐藤千春、动画公司P.A.Works和Khara也参与了插画补帧。
2019年10月31日晚，星合之空制作委员会再次在官方Twitter上做出声明，因版权意识淡薄，制作团队没有向两位舞者提前确认，表示抱歉，并将会对制作流程进行审查以防类似事件的再次发生。和随后转发了此声明。根据TBS公关部的说法，在没有提前取得许可的情况下，制作团队在制作片尾曲动画时“参考”了两位舞者的舞蹈，从而引发此事件。
目前，制作方已与两位舞者达成合作关系。从2019年11月1日首播的第4集开始，和两位的名字以编舞合作的头衔出现在每集的片尾曲动画工作人员列表中。然而，通过网络播放的第4集并无变动，通常情况下，动画成片视频会在播放日的前几天交给网络播放方，而电视台获得的动画成片磁带允许在播放前进行更改，因此第4集有可能在临近播放前才加入了两位舞者的名字。
这一事件也曾在网络上延申至游戏堡垒之夜舞蹈动作涉嫌抄袭一事的讨论上。在堡垒之夜的争论中，也有多位舞者表示自己的编舞疑似被该游戏剽窃，部分舞者选择通过诉讼解决问题，也有舞者中途退出了诉讼。

## 评价
由Niconico动画旗下门户网站NAnime统计，截至2019年12月26日，在Niconico动画及Niconico直播上观看及评论次数最多的动画排行中，《星合之空》在全部30部作品中排名第20位。由动画评论家藤津亮太评选的2019年十佳动画列表中，《星合之空》与《若能与你共乘海浪之上》、《皿三昧》共同获得了“原创挑战”的头衔。藤津亮太评价《星合之空》通过原创动画中的尖锐手法，直击青春期的心灵，很有动画的风格。软式网球并非主流的运动项目，而《星合之空》也是首个以软式网球为题材的动画，通过软式网球这一冷门题材，使得作品中的主人公们显得更加纯粹。缺乏职业比赛的冷门运动以及本身自身能力的落后，主人公们在动画中更体现了出孩子气一样的坚持——不是为了什么而做，只是因为想做才做，能够给观众们留下深刻印象。男子软式网球社的社员们随着桂木真己的加入，在意识上逐渐发生变化，而本作细致地描写了这种意识的变化，刻画了说话像大人一样的中学生们的纯真。再配上精心作画的网球场景，观众们能更加能从画面中体会到体育运动所特有的充实感。剧情中描写与家人的冲突也同时体现出和朋友在一起专注于比赛的社团活动时间的重要性和不可替代性。

## 脚注
1. ↑  原文为，此处取8bit官方网站所记载的原文
2. ↑  特邀
3. ↑  以AIKI from bless4的署名发表
4. ↑  第5集因棒球直播延长而推迟至下周五2:43播放，第6集也随后于当日3:13播放；第11集的播出时间推迟至当日2:08；第12集的播放时间提前至当日1:39
5. ↑  第4集因棒球直播延长而推后至当日3:35播放

## 外部連結
- 電視動畫《星合之空》官方網站 （页面存档备份，存于）（TBS電視台）（日語）
- 電視動畫《星合之空》的X（前Twitter）（日語）
- 《星合之空》製作團隊的Tumblr（日語）